# توماس هوارد
توماس هوارد (بالإنجليزية: Thomas Howard, 3. Duke of Norfolk )‏ (و. 1473 – 1554 م) هو سياسي، من المملكة المتحدة، توفي عن عمر يناهز 81 عاماً.

## مناصب
تولى منصب عضو مجلس اللوردات.